# Cucullia wredowii
Cucullia wredowii är en fjärilsart som beskrevs av Costa 1836. Cucullia wredowii ingår i släktet Cucullia och familjen nattflyn. Inga underarter finns listade i Catalogue of Life.